# Pick Your Battles
Pick Your Battles es un álbum en vivo de Melvins lanzado el 7 de abril de 2008 por la compañía Bifocal Media de Brian Walsby, fue una edición limitada de 3.000 copias editadas solo en CD. Pick Your Battles forma parte de la novela gráfica Manchild 4 de Walsby, quien ya había trabajado con Melvins en Manchild 3: The Making Love Demos. El álbum está compuesto de quince pistas, las primeras ocho pertenecen al show que la banda que brindó en 1989 en el Gilman St. Project de Berkeley, CA y los siete restantes en el Paradise Rock Club de Boston, MA en 2008.

## Lista de canciones
1. Koolegged [Vivo en Berkeley, CA 1989]
2. Oven [Vivo en Berkeley, CA 1989]
3. Cranky Messiah [Vivo en Berkeley, CA 1989]
4. Raise a Paw [Vivo en Berkeley, CA 1989]
5. Ever Since My Accident [Vivo en Berkeley, CA 1989]
6. Green Honey [Vivo en Berkeley, CA 1989]
7. Claude [Vivo en Berkeley, CA 1989]
8. You're Blessened [Vivo en Berkeley, CA 1989]
9. Nude with Boots [Vivo en Boston, MA 2008]
10. The Kicking Machine [Vivo en Boston, MA 2008]
11. Eye Flys [Vivo en Boston, MA 2008]
12. Rat Faced Granny [Vivo en Boston, MA 2008]
13. The Hawk [Vivo en Boston, MA 2008]
14. You've Never Been Right [Vivo en Boston, MA 2008]
15. Boris [Vivo en Boston, MA 2008]

## Personal
- - Intérpretes:
- Buzz Osborne
- Coady Willis
- Dale Crover
- Jared Warren
- Lori Black
  - Masterizador – Nick Petersen
  - Grabación – pistas de: 1 a 8 por Melvins, pistas de 9 a 15 por Toshi Kasai[1]